# Ursula Dirichs
Ursula Dirichs, verheiratete Ursula Dirichs-Neess (* 4. Juli 1933 in Recklinghausen; † 3. Oktober 2022 in München) war eine deutsche Schauspielerin.

## Leben
Ursula Dirichs kam 1933 im nördlichen Ruhrgebiet zur Welt und verbrachte ihre Kindheit im ostpreußischen Königsberg. Nach der Schulausbildung nahm sie Schauspielunterricht an der renommierten Otto-Falckenberg-Schule in München. Ihre ersten festen Theaterengagements hatte sie im heimatlichen Ruhrgebiet. Zunächst ging sie an das Theater Oberhausen, anschließend an das Schauspielhaus Bochum. Nach einer weiteren Verpflichtung in Frankfurt am Main war sie als freiberufliche Schauspielerin tätig. Gastspiele führten sie u. a. nach Essen, Darmstadt, Berlin, München, Frankfurt am Main, Stuttgart und Köln. Sie unternahm Tourneen durch die Bundesrepublik Deutschland, Österreich, Schweiz und die Niederlande. Mit der Überseeunternehmung Die Brücke ging sie auf eine große Europa- und Welttournee. Auch beim Kabarett war sie im Einsatz, wie beispielsweise in einem Gastspiel bei der Münchner Lach- und Schießgesellschaft.
Ein weiteres Standbein hatte sie bei Hörfunk, Film und Fernsehen. Ihren vermutlich ersten größeren Auftritt vor der Kamera hatte sie 1960 in einem der ersten großen Straßenfeger des noch jungen deutschen Fernsehens: in dem fünfteiligen Fernsehspiel Am grünen Strand der Spree, das nach einem Buch von Hans Scholz entstand, war sie gleich in zwei Rollen zu sehen. In der dritten Folge spielte sie das Mädchen Hannah, das sich nach der Schlacht bei Kunersdorf um die verletzten Soldaten kümmert, im vierten Teil die „Ziegenprinzessin“ Bärbel Kroll, die sich kurz vor Ende des Zweiten Weltkriegs liebevoll um einen sterbenden Soldaten (Peter Thom) bemüht. Bis heute ist sie in ca. 60 Filmen und Fernsehspielen in großen und kleinen Rollen aufgetreten, darunter in den Fernsehspielen Besuch auf einem kleinen Planeten, Balthasar im Stau, den Fernsehserien Derrick, Tatort, dem Mehrteiler Die Buddenbrooks (1979), und dem Spielfilm Pünktchen und Anton.
Ab den 1960er Jahren war sie auch beim Hörfunk als Hörspielsprecherin im Einsatz. Auch hier konnte man sie in den unterschiedlichsten Rollen erleben, wie z. B. neben Horst Tappert in einer Hörspielfassung von Bertolt Brechts Die Dreigroschenoper, dem Krimi-Mehrteiler La Boutique von Francis Durbridge und dem Kinder-Hörspiel Das Gänseblümchen. Dirichs lebte bis zu ihrem Tod in München.

## Filmografie
- 1960: Am grünen Strand der Spree, 3. Teil: Preußisches Märchen (Hannah) – Fernseh-Mehrteiler – Regie: Fritz Umgelter, mit Elisabeth Müller, Peter Pasetti, Peter Thom
- 1960: Am grünen Strand der Spree, 4. Teil: Bastien und Bastienne 1953 (Bärbel Kroll) – Fernseh-Mehrteiler – Regie: Fritz Umgelter, mit Elisabeth Müller, Peter Pasetti, Fritz Rasp
- 1960: Der Hauptmann von Köpenick
- 1962: Wer einmal aus dem Blechnapf frißt (nach Hans Fallada) (Hilde Harder) – Fernseh-Dreiteiler – Regie: Fritz Umgelter, mit Klaus Kammer, Peter Ehrlich, Sigurd Fitzek, Alfred Schieske, Gerhard Just
- 1963: Der Belagerungszustand (nach Albert Camus) (Tochter des Richters) – Fernsehspiel – Regie: Fritz Umgelter, mit Wolfgang Kieling, Hilde Krahl, Richard Münch
- 1966: Zehn Prozent (Frau Frühwirth) – Fernsehspiel – Regie: Theo Mezger, mit Klaus Schwarzkopf, Jochen Brockmann, Peter Schütte
- 1966: Abschied von gestern – Regie: Alexander Kluge, mit Alexandra Kluge, Hans Korte, Edith Kuntze-Pellogio
- 1967: Das Arrangement (Redakteurin) – Fernsehspiel – Regie: Günter Gräwert, mit Alexander Kerst, Luitgard Im, Hans Caninenberg
- 1969: Eine aufregende kleine Frau (Christine) – Fernsehspiel – Regie:  Dieter Munck, mit Klaus Schwarzkopf, Adolf Ziegler, Robert Meyn
- 1971: Eine konsequente Frau (nach William Somerset Maugham) (Martha Culver) – Fernsehspiel – Regie: Wolfgang Liebeneiner, mit Anaid Iplicjian, Werner Bruhns, Ida Ehre
- 1971: Besuch auf einem kleinen Planeten (Bella Spelding) – Fernsehspiel – Regie: Wolfgang Liebeneiner, mit Peter Fricke, Peter Pasetti, Klaus Schwarzkopf
- 1971: Zwei Briefe an Pospischiel (Gerda) – Fernsehspiel – Regie: Roland Gall, mit Eberhard Fechner, Dorothea Thiess, Birgit Leister
- 1972: Alpha Alpha – Fernsehserie, Folge: Wie die Ratten (Frau König) – Regie: Wolfgang F. Henschel, mit Karl-Michael Vogler, Lilith Ungerer, Arthur Brauss
- 1972: Das Klavier (Lottchen) – Fernsehspiel – Regie: Fritz Umgelter, mit Anneliese Uhlig, Günter Strack, Maria Körber
- 1973: Victor oder Die Kinder an die Macht (nach Jean Anouilh) (Lili) – Fernsehspiel – Regie: Tom Toelle, mit Vadim Glowna, Ulli Philipp, Ingeborg Engelmann
- 1973: Tatort – Fernsehserie, Folge: Ein ganz gewöhnlicher Mord – Regie: Dieter Wedel, mit Hans Häckermann, Til Erwig, Hans Helmut Dickow
- 1979: Balthasar im Stau (Tourists Frau) – Fernsehspiel – Regie: Rudolf Jugert, mit Heinz Rühmann, Cornelia Froboess, Louise Martini
- 1979: Die Buddenbrooks (nach Thomas Mann) (Ida Jungmann) – Fernseh-Mehrteiler – Regie: Franz Peter Wirth, mit Carl Raddatz, Martin Benrath, Ruth Leuwerik
- 1980: Am Südhang (Mrs. von Wallbaum) – Fernsehspiel – Regie: Michael Verhoeven, mit Andrea Jonasson, Helmut Zierl, Franz-Otto Krüger
- 1982: Stella (nach Johann Wolfgang von Goethe) – Fernsehspiel – Regie: Franz Josef Wild, mit Dietlinde Turban, Judy Winter, Robert Atzorn
- 1983: Derrick – Fernsehserie, Folge: Der Täter schickte Blumen – Regie: Helmut Ashley, mit Horst Tappert, Fritz Wepper, Ruth Leuwerik
- 1988: Ein Unding der Liebe (Elsa) – Fernsehspiel – Regie: Radu Gabrea, mit Erich Bar, Ingeborg Lapsien, Trude Breitschopf
- 1989: Tiger, Löwe, Panther – Fernsehspiel – Regie: Dominik Graf, mit Natja Brunckhorst, Martina Gedeck, Sabine Kaack
- 1989: Derrick – Fernsehserie, Folge: Der zweite Mord – Regie: Zbyněk Brynych, mit Horst Tappert, Fritz Wepper, Esther Haussmann
- 1989: Herz über Kopf (Margarete) – Fernsehspiel – Regie: Martin Theo Krieger, mit Adriana Altaras, Dominik Bender, Helga Pedross
- 1990: Moffengriet – Liebe tut, was sie will (Mutter Verspohl) – Fernsehspiel – Regie: Eberhard Itzenplitz, mit Annemarie Stehen, Konstantin Graudus, Edda Barends
- 1990: Spieler – Regie: Dominik Graf, mit Susanne Carlevaris, Hansa Czypionka, Jean Daugen
- 1991: Privatleben – Regie: Dusan Hanák, mit Zuzana Cigánová, Stano Danciak, Michal Dočolomanský
- 1992: Die Rachegöttin – Fernsehspiel – Regie: Wolfgang Panzer, mit Lola Müthel, Hans Lobitz, Emilio De Marchi
- 1992: Happy Holiday – Fernsehserie, Folge: Tizias Lüge (Lisbeth) -Regie: Heidi Kranz, Erich Neureuther, mit Claudia Lössl, Ralph Schicha
- 1995: Das Leben danach – Himmlische Aussichten (Mutter) – Regie: Jörg Lühdorff, mit Robert Meller, Anette Hellwig, Volkmar Kleinert
- 1996: Reise nach Weimar (Marta Garancij-Wolff) – Fernsehspiel – Regie: Dominik Graf, mit Barbara Auer, Rosemarie Fendel, Walter Schultheiß
- 1999: Pünktchen und Anton (nach Erich Kästner) (Lehrerin) – Regie: Caroline Link, mit Elea Geissler, Max Felder, Juliane Köhler
- 2004: Endlich Sex! (Saskias Oma) – Fernsehspiel – Regie: Klaus Knoesel, mit Jasmin Schwiers, Gil Ofarim, Christian Blümel

## Hörspiele
- 1964: Die Tränen des Blinden (Verrückte) – Regie: Günther Sauer, mit Johannes Schauer, Wolfgang Schirlitz, Udo Vioff
- 1967: La Boutique (von Francis Durbridge) (Eve Bristol) – Regie: Dieter Munck, mit Karl-Michael Vogler, Alwin Michael Rueffer, Wolfgang Weiser
- 1968: Die Dreigroschenoper (nach Bertolt Brecht) (Lucy) – Regie: Ulrich Lauterbach, mit Horst Tappert, Willy Trenk-Trebitsch, Heidemarie Hatheyer,
- 1972: He he, ihr Frauen und Mädchen (Ida Stommeln, Verkäuferin) – Regie: Otto Düben, mit Dirk Dautzenberg, Irene Marhold, Karin Buchali
- 1976: Treibsand (Lona Bridges) – Regie: Otto Düben, mit Claus Biederstaedt, Susanne Beck, Thessy Kuhls
- 1977: Die Zwerge in der Stadt (Olga, Schwester des Professors) – Regie: Urs Widmer, mit Eric Schildkraut, Erika von Thellmann, Wolfgang Höper
- 1980: Roter Sekt (Madame Colette) – Regie: Otto Düben, mit Ruth Drexel, Elisabeth Justin, Walter Lenz
- 1981: Der Dauerklavierspieler – Regie: Walter Adler, mit Dieter Laser, Elisabeth Schwarz, Peter Roggisch
- 1981: Adel verpflichtet (Lady Bowington) – Regie: Otto Düben, mit Horst Bollmann, Witta Pohl, Hans Baur
- 1988: Das Attentat (nach Harry Mulisch) – Regie: Hans Gerd Krogmann, mit Peter Fitz, Benjamin Tholen, Friedrich W. Bauschulte
- 1989: Das Gänseblümchen (Katze) – Regie: Raoul Wolfgang Schnell, mit Heinz Schimmelpfennig, Verena von Behr, Charles Wirths
- 1991: Per Anhalter ins All (nach Per Anhalter durch die Galaxis von Douglas Adams) (Die unaufdringliche Losverkäuferin) – Regie: Hartmut Kirste, mit Rolf Boysen, Felix von Manteuffel, Ingo Hülsmann